# Saint-Marcory
Saint-Marcory ist eine französische Gemeinde mit 54 Einwohnern (Stand 1. Januar 2022) im Département Dordogne in der Region Nouvelle-Aquitaine (vor 2016: Aquitanien). Sie gehört zum Arrondissement Bergerac und zum Kanton Lalinde.
Der Name in der okzitanischen Sprache lautet Sent Marcòri und leitet sich vom heiligen Mercurius von Cäserea ab.
Die Einwohner werden Saint-Marcoriens und Saint-Marcoriennes genannt.

## Geographie
Saint-Marcory liegt ca. 38 Kilometer südöstlich von Bergerac im Gebiet Bergeracois der historischen Provinz Périgord am südlichen Rand des Départements.
Umgeben wird Saint-Marcory von den fünf Nachbargemeinden:
| Saint-Avit-Rivière        |                                             |                |
| Saint-Romain-de-Monpazier | Kompassrose, die auf Nachbargemeinden zeigt | Pays de Belvès |
| Marsalès                  | Capdrot                                     |                |

## Einwohnerentwicklung

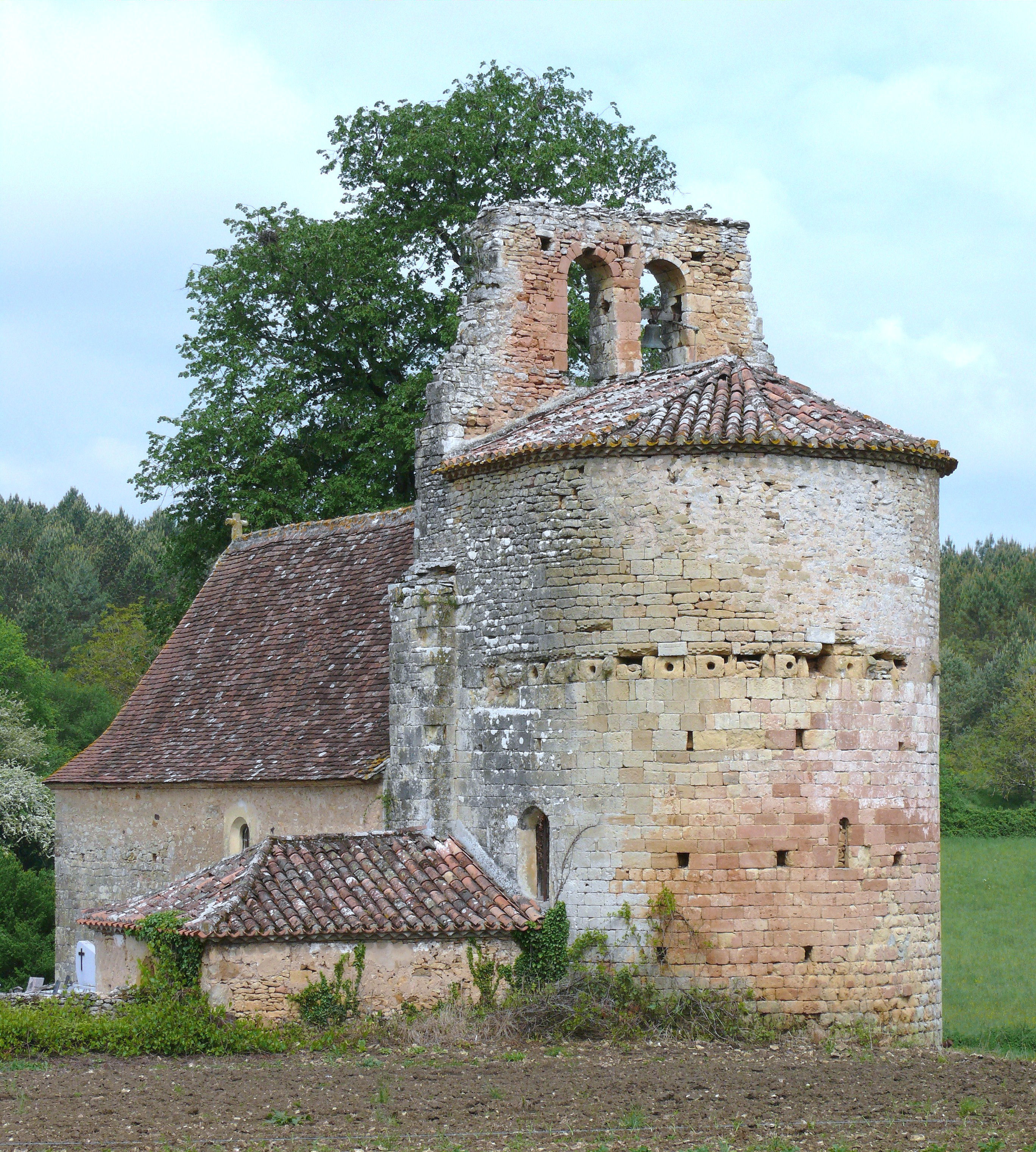
Pfarrkirche Saint-Marcory, Blick auf die Apsis

Nach Beginn der Aufzeichnungen stieg die Einwohnerzahl in der Mitte des 19. Jahrhunderts auf einen Höchststand von rund 210. In der Folgezeit setzte eine Phase des Bevölkerungsrückgangs ein, die bis heute anhält.
| Jahr      | 1962 | 1968 | 1975 | 1982 | 1990 | 1999 | 2006 | 2011 | 2022 |
| --------- | ---- | ---- | ---- | ---- | ---- | ---- | ---- | ---- | ---- |
| Einwohner | 88   | 76   | 69   | 61   | 58   | 58   | 56   | 53   | 54   |

## Sehenswürdigkeiten
- Pfarrkirche Saint-Marcory aus dem 12. Jahrhundert, als Monument historique eingeschrieben

## Wirtschaft und Infrastruktur
Saint-Marcory liegt in den Zonen AOC der Noix du Périgord, der Walnüsse des Périgord, und des Nussöls des Périgord.

### Verkehr
Saint-Marcory ist erreichbar über Nebenstraßen, die von der Route départementale 53 abzweigen.